# Ropica assamensis
Ropica assamensis är en skalbaggsart som beskrevs av Stefan von Breuning 1971. Ropica assamensis ingår i släktet Ropica och familjen långhorningar. Inga underarter finns listade i Catalogue of Life.